# Suche ukąszenie
Suche ukąszenie – ukąszenie zwierząt jadowitych, w którym skóra zostaje przebita, jednak nie następuje wstrzyknięcie jadu. Wiele gatunków jadowitych, takich jak węże i pająki, jest w stanie kontrolować wstrzyknięcie jadu i stąd może kąsać na sucho.
Ponieważ zwierzęta jadowite mają ograniczony zapas jadu, który często jest kosztowny i powolny w wytworzeniu, wiele z nich stara się go oszczędzać i nie zużywa więcej, niż jest to konieczne w danej sytuacji. W przypadku gdy zwierzę nie poluje aktywnie, a jedynie broni się przed zagrożeniem, ukąszenie na sucho jest często dostatecznym sygnałem odstraszającym. Kąsając na sucho, często znacznie większego od siebie napastnika, jadowity osobnik nie marnuje jadu potrzebnego do polowania, a jednocześnie pozwala na naukę i omijanie danego gatunku w przyszłości.
Częstość suchych ukąszeń zmienia się znacznie i zależy od budowy anatomicznej, usposobienia danego gatunku, dojrzałości osobnika (np. młode węże znane są z częstych, zaskakująco jadowitych ukąszeń) i sytuacji. To, jak często dany gatunek wstrzykuje jad ma istotne znaczenie w określeniu rzeczywistego zagrożenia dla człowieka, w porównaniu do zagrożenia potencjalnego, obliczanego wyłącznie na podstawie siły jadu. Np. australijski Pseudonaja textilis jest uznawany za jednego z najbardziej jadowitych węży, a jednak według niektórych źródeł do 80% jego ukąszeń jest suchych, podczas gdy tajpan kąsa na sucho jedynie w ok. 5% przypadków.
Możliwość suchego ukąszenia stwarza istotne problemy w przypadku postępowania ratunkowego przy ukąszeniach przez zwierzę jadowite. Choć często większość ukąszeń człowieka przez dany gatunek może być suchych (np. u żmii 30-60%), skuteczne odtrucie wymaga niejednokrotnie podania surowicy zanim wystąpią objawy. Choć zatrucie jadem żmii rzadko jest śmiertelne, ma on właściwości nekrotyczne i zwłoka w podaniu serum może doprowadzić do nieodwracalnego uszkodzenia tkanek, martwicy, a nawet utraty kończyny.